# Ginástica na Universíada de Verão de 1995
A ginástica na Universíada de Verão de 1995 teve suas disputas realizadas na cidade de Fukuoka, no Japão, contando com as provas masculinas e femininas da ginástica artística e com a entrada da prova da fita, na modalidade rítmica, no cronograma. 

## Eventos
| Ginástica artística - Individual geral masculino - Equipes masculino - Solo masculino - Barra fixa - Barras paralelas - Cavalo com alças - Argolas - Salto sobre a mesa masculino - Individual geral feminino - Equipes feminino - Trave - Solo feminino - Barras assimétricas - Salto sobre a mesa feminino | Ginástica rítmica - Individual geral - Bola - Maças - Corda - Fita |

## Medalhistas

### Ginástica artística
| Evento              | Ouro                | Prata               | Bronze                |
| ------------------- | ------------------- | ------------------- | --------------------- |
| Masculino           |                     |                     |                       |
| Equipes             | JPN                 | CHN                 | RUS                   |
| Individual geral    | RUS Evgeny Chabayev | KOR Jung Jin-Soo    | ROU Cristian Leric    |
| Solo                | RUS Evgeny Chabayev | JPN Hiromasa Masuda | KOR Jung Jin-Soo      |
| Cavalo com alças    | HUN Zoltan Supola   | ROU Marius Urzica   | JPN Yoshiaki Hatakeda |
| Argolas             | CRO Alexei Demianov | CHN Wang Xun        | JPN Hiromasa Masuda   |
| Salto sobre a mesa  | BLR Vitaly Scherbo  | ROU Cristian Leric  | CHN Wang Xun          |
| Barras paralelas    | KOR Jung Jin-Soo    | BLR Vitaly Scherbo  | CHN Dong Zhong        |
| Barra fixa          | CHN Dong Zhong      | BLR Vitaly Scherbo  | JPN Hiraku Tanaka     |
| Feminino            |                     |                     |                       |
| Equipes             | RUS                 | USA                 | CHN                   |
| Individual geral    | UKR Olesia Shulga   | USA Karin Lichey    | CHN Guan Yuqing       |
| Salto sobre a mesa  | HUN Eszter Ovary    | HUN Ildiko Dragoner | RUS Oksana Sivovol    |
| Barras assimétricas | CHN Ding Yan        | USA Heidi Hornbeek  | RUS Irina Golub       |
| Trave               | RUS Oksana Sivovol  | CHN Yuan Kexia      | USA Heidi Hornbeek    |
| Solo                | BLR Olga Yurkina    | HUN Eszter Ovary    | UKR Olesia Shulga     |

### Ginástica rítmica
| Evento           | Ouro              | Prata                                                     | Bronze              |
| ---------------- | ----------------- | --------------------------------------------------------- | ------------------- |
| Individual geral | BUL Maria Petrova | RUS Inessa Gizikova                                       | BUL Diana Popova    |
| Bola             | BUL Maria Petrova | RUS Inessa Gizikova RUS Olga Mikhalskaya BUL Diana Popova | nenhum              |
| Corda            | BUL Maria Petrova | BUL Diana Popova                                          | RUS Inessa Gizikova |
| Maças            | BUL Maria Petrova | BUL Diana Popova                                          | RUS Inessa Gizikova |
| Fitas            | BUL Maria Petrova | BUL Diana Popova RUS Inessa Gizikova                      | nenhum              |

## Quadro de medalhas
| Ordem | País               | Medalha de ouro | Medalha de prata | Medalha de bronze |    |
| ----- | ------------------ | --------------- | ---------------- | ----------------- | -- |
| 1     | BUL Bulgária       | 5               | 4                | 1                 | 10 |
| 2     | RUS Rússia         | 4               | 4                | 5                 | 13 |
| 3     | CHN China          | 2               | 3                | 4                 | 9  |
| 4     | HUN Hungria        | 2               | 2                |                   | 4  |
| 5     | JPN Japão          | 1               | 1                | 2                 | 4  |
| 6     | KOR Coreia do Sul  | 1               | 1                | 1                 | 3  |
| 7     | UKR Ucrânia        | 1               |                  | 1                 | 2  |
| 8     | CRO Croácia        | 1               |                  |                   | 1  |
| 9     | USA Estados Unidos |                 | 3                | 1                 | 4  |
| 10    | ROU Romênia        |                 | 2                | 1                 | 3  |
| TOTAL | TOTAL              | 17              | 20               | 16                | 53 |